# John Nelson Stockwell

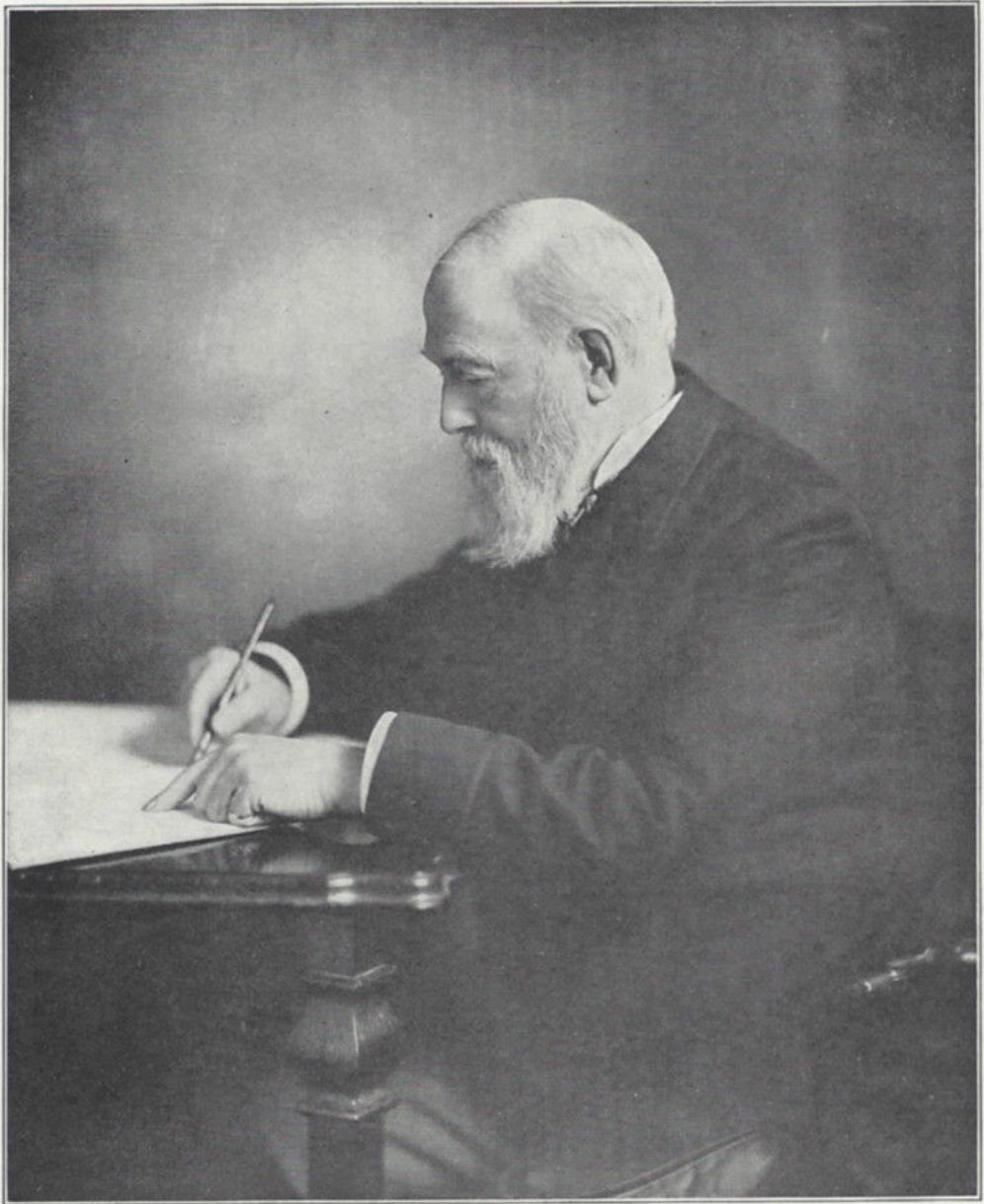
John Nelson Stockwell, etwa 1910

John Nelson Stockwell (* 10. April 1832 in Northampton, Massachusetts; † 18. Mai 1920 in Shaker Heights, Ohio) war ein US-amerikanischer Astronom und Mathematiker.

## Leben und Wirken
Stockwell wuchs bei einem Onkel in Brecksville, Ohio, auf. Er zeigte früh ein mathematisches Talent und begann im Alter von 12 Jahren – ausgelöst durch eine Mondfinsternis – sich für Astronomie zu interessieren. Im Wesentlichen als Autodidakt erwarb er herausragende mathematische Kenntnisse und Fähigkeiten. Unter Benjamin Apthorp Gould, mit dem ihn eine jahrzehntelange Freundschaft verband, arbeitete er ab 1854 als menschlicher Computer für das United States Coast Survey. 1861 erhielt er eine entsprechende Stellung beim United States Naval Observatory. 1876 erwarb Stockwell einen Ph.D. an der Western Reserve University.
Stockwell schloss mit Leonard Case Freundschaft, aus dessen Erbe 1880 die Case School of Applied Sciences gestiftet wurde. Stockwell erhielt die dortige Professur für Mathematik und Astronomie. Aus der Case School und der Western Reserve University wurde später die Case Western Reserve University. Bereits 1887 gab Stockwell sein Professur wieder auf und widmete sich in der Folge ausschließlich der Forschung.
Stockwell machte sich um die Berechnung der Bahnen zahlreicher Himmelskörper und der Ekliptik verdient. Zum Beispiel berechnete er die Bahn des Asteroiden Virginia und die Daten von mehr als hundert historischen Mond- und Sonnenfinsternissen. Stockwell entwickelte Theorien über die gegenseitige Bahnbeeinflussung von Himmelskörpern und die Berechnung der Gezeiten. 1875 wurde er als Fellow in die American Association for the Advancement of Science, 1889 als Associate Fellow in die American Academy of Arts and Sciences gewählt.
Stockwell war seit 1855 mit Sarah Healy (1833–1916) verheiratet. Das Paar hatte sechs Kinder, von denen vier das Erwachsenenalter erreichten. John Nelson Stockwells Grab befindet sich auf dem Lake View Cemetery in Cleveland.